# Stadtpark Chemnitz
Der Stadtpark Chemnitz ist eine innerstädtische Grünanlage in der sächsischen Stadt Chemnitz, die aus einem Ende des 18. Jahrhunderts angelegten privaten Park durch mehrere Zukäufe hervorging. Er soll gegenwärtig (2024) der flächenmäßig größte Park in einer sächsischen Stadt sein. Das sächsische Denkmalamt führt den Stadtpark als Kultur- und Gartendenkmal.

## Lage
Der Stadtpark erstreckt sich als sechs Kilometer langer Streifen von nördlich der Treffurthstraße im Chemnitzer Stadtteil Kapellenberg bis zum Beginn des Harthwalds im Stadtteil Markersdorf. Nur in Helbersdorf, wo sich der größere Teil befindet, wurde er planmäßig angelegt, der südliche Teil (ab Südring) erinnert eher an ein Waldstück. Die östliche Grenze der Parkanlage ist die Kauffahrtei, die den Lauf der Chemnitz begleitet. Im südlichen Bereich bildet die Kleingartenanlage Rosarium die Grenze des Parks. Nördlich begrenzt ein Arm der Dittersdorfer Straße die Grünanlage.

## Geschichte

### Vorgeschichte
Schon im Jahr 1798 ließ der damalige Besitzer des Areals, der Chemnitzer Bürgermeister Gotthold Leberecht Sachse, zwischen der heutigen Straßburger-, Becker- und Rößlerstraße einen kleinen privaten Park, Sachses Ruhe genannt, errichten. Einwohnern war die Benutzung der Parkanlage gestattet. Johann August Schaarschmidt, ein Kaufmann, ließ 1862 ein Ausflugsrestaurant im Park, einen zweistöckigen festen Steinbau neben dem Wehr der Chemnitz, errichten.
Dieser Park wurde 1884 der Stadt Chemnitz zum Kauf angeboten. Den Kaufpreis stiftete Stadtrat Ernst Otto Clauß, er veranlasste auch die Umbenennung in „Bürgerpark“. Mit dem Ausbau der Parkanlage wurde sofort begonnen, unter anderem entstand ein Ausflugslokal, Stadtrat Fürchtegott Moritz Albert Voigt schenkte der Stadt im Jahr 1890 für den weiteren Ausbau ein an den Park angrenzendes Areal. Durch die Begradigung des Chemnitz-Flusses fiel ein weiterer Teil dem Parkgelände zu. Im Jahr 1900 wurde der Voigtsche Park (heute das Gebiet um den kleinen Stadtparkteich) eröffnet.

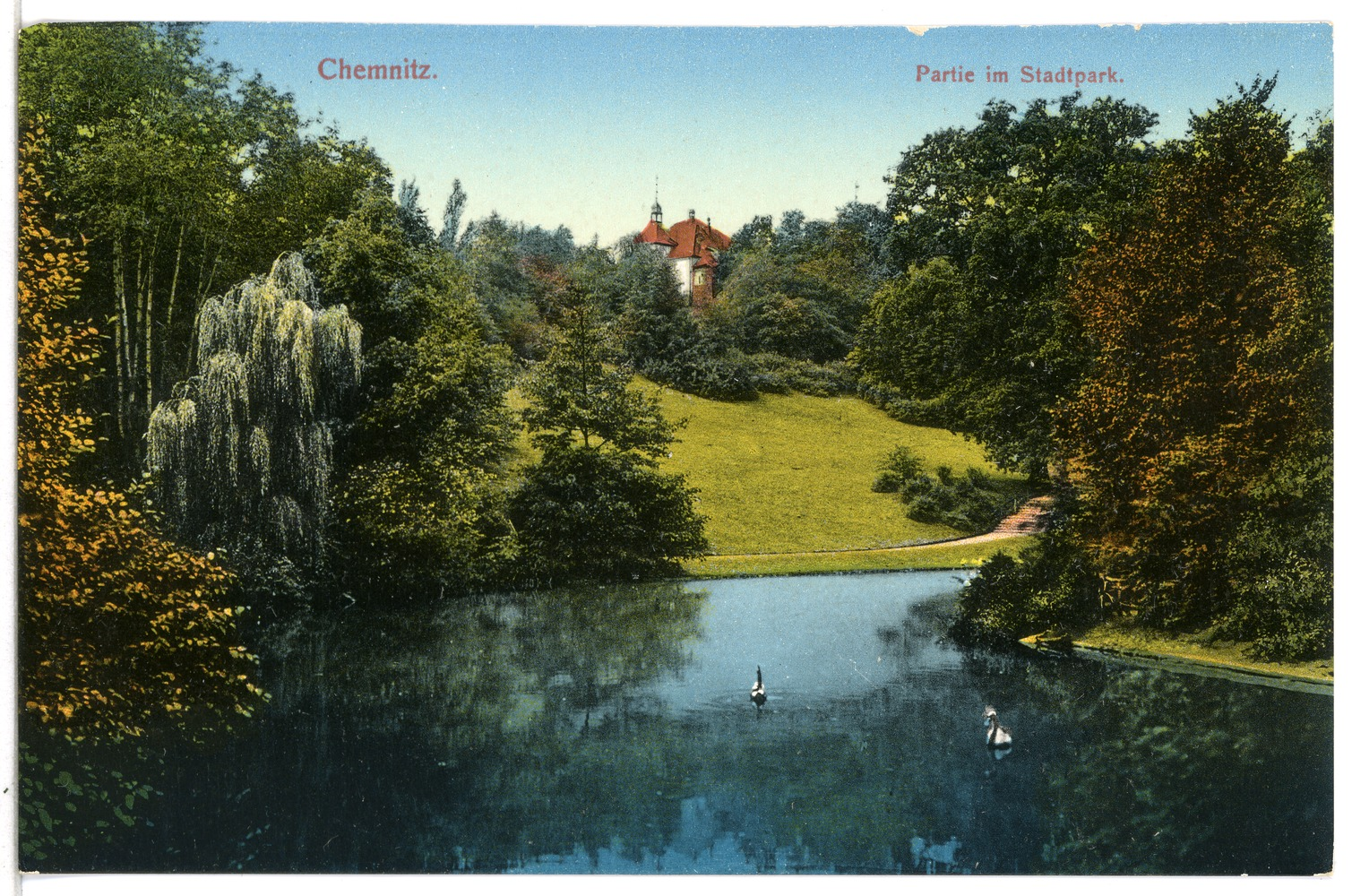
Partie im Chemnitzer Stadtpark,
Verlag Brück & Sohn, 1910

Nach dem Tod des ersten Gastwirts betrieb die Tochter die Anlage noch weiter, gab sie jedoch bald an einen Freund des Hauses ab, der den Betrieb aufrechterhielt und durch Ergänzungen wie eine Kegelbahn, ein Gesellschaftszimmer, eine Veranda und einen Konzertgarten noch anziehender für die Einwohner machte. In der Folge wechselte das Parkrestaurant aus verschiedenen Gründen – bis zu seiner Schließung 1942 – häufig die Eigentümer und Betreiber.
Der Gartenarchitekt Otto Werner ließ 1904/05 das heute nach ihm benannte Parkstück anlegen. Nun umfasste der Park eine Fläche von 5,6 ha, dennoch stand fest, dass er noch erweiterungswürdig war. Dafür wurden im Jahr 1908 weitere angrenzende Grundstücke aufgekauft, der erste Spatenstich erfolgte im Jahr 1909. Der große Stadtparkteich entstand 1910/11, als ein von Markersdorf kommender Bach angestaut wurde.
In den 2010er Jahren entstand in diesem Parkstück ein Spielplatzbereich, unter anderem mit Rutschenturm, Kletteranlage in Form eines Piratenschiffes, Balancierfloß und einer Gruppen-Hängematte.

### 1910 bis 1945

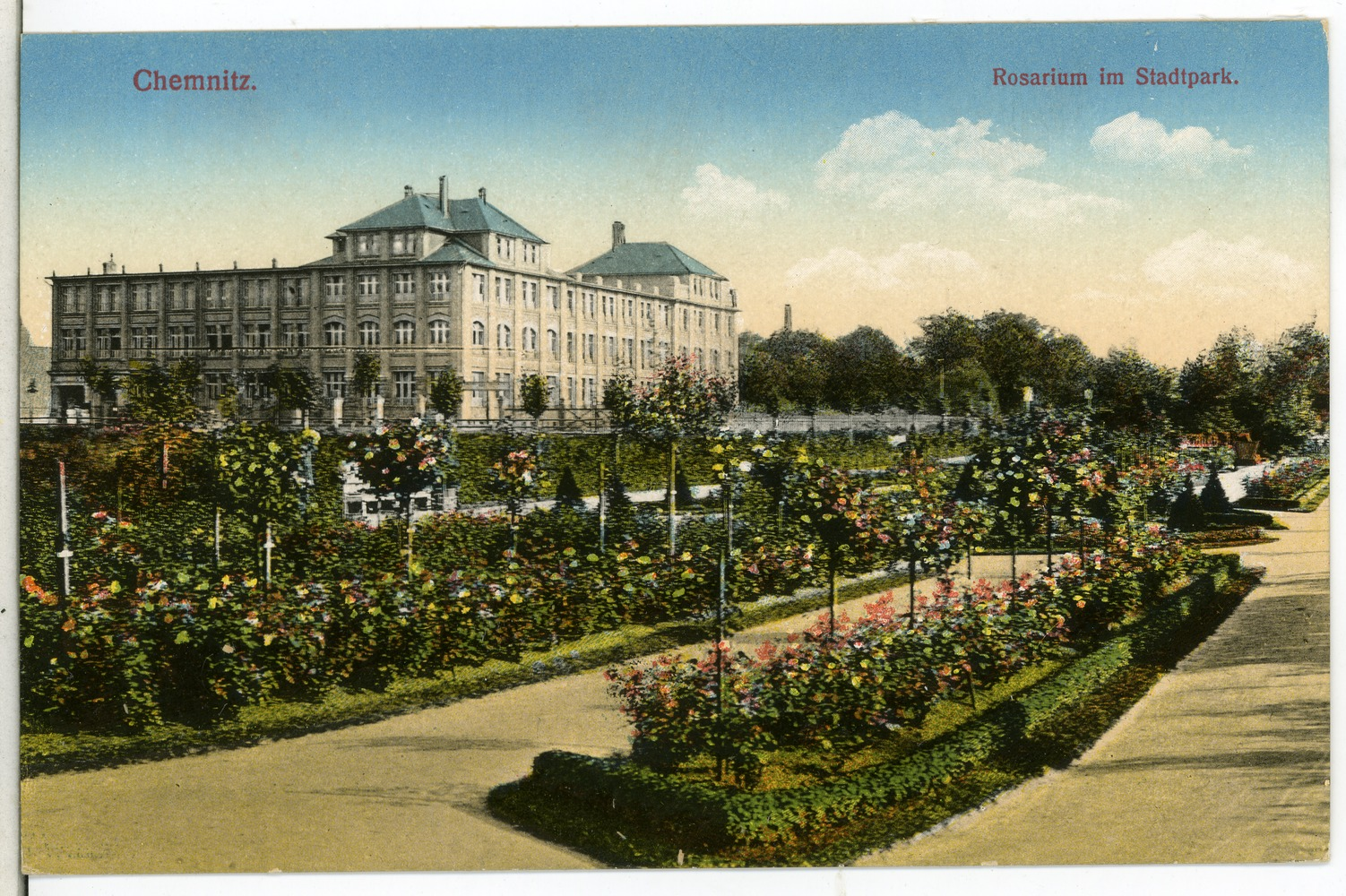
Rosarium im Stadtpark, um 1910

Der Erste Weltkrieg hatte kaum Einfluss auf die Parkanlage, die Chemnitzer kamen weiter gern zur Erholung hierher. – In dem Teil des Stadtparks nach dem (heutigen) Südring in Richtung Harthwald wurde 1913/14 ein Fußballplatz angelegt, der zugehörige Fußballverein durfte das Parkrestaurant als Vereinslokal benutzen.
Der Rosengarten wurde in den 1920er Jahren erstmals künstlerisch aufgewertet. Im Zentrum erhielt die Bronzeplastik Sandalenbinderin, die 1906 vom Berliner Bildhauer Arthur Lewin-Funcke geschaffen worden war, einen Platz auf einem runden niedrigen Betonsockel.
Im Zweiten Weltkrieg, 1942, musste das Restaurant schließen und bei Bombenangriffen wurde auch der Park verwüstet. Zu Beginn des Zweiten Weltkriegs wurden überall im Land Buntmetalle als Metallspende des deutschen Volkes für die Umarbeitung in Rüstungsgüter eingesammelt, so musste auch die 113 cm hohe Bronze-Skulptur abgeliefert werden.

### 1945 bis 1990

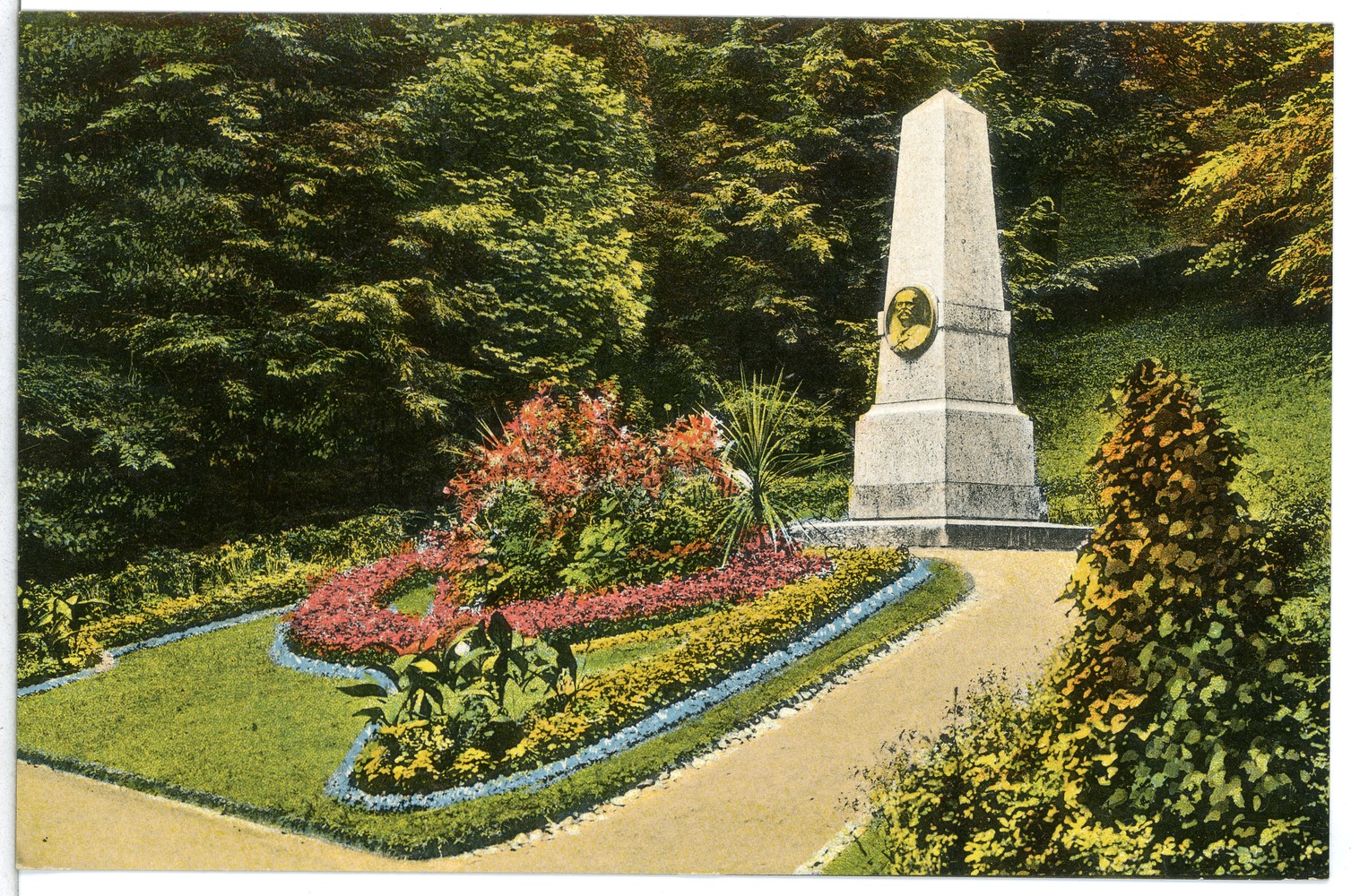
An einem Hang der Parkanlage haben die Stadtväter ihrem Stadtrat Clauß ein Denkmal in Form eines steinernen Obelisken mit vergoldetem Porträt-Medaillon aufgestellt.

Die neue Stadtverwaltung sorgte dafür, dass der Park wieder benutzbar wurde. Im Jahr 1950 fand eine erneute Erweiterung der Parkfläche statt: der Vogelsche Park an der Beckerstraße konnte eingegliedert werden. Das ehemalige Ausflugsrestaurant gelangte an einen Raumausstatter, der es unter dem Namen Vogelsang als Nutzgebäude wieder herrichten ließ und bis zum Beginn des 21. Jahrhunderts sein Geschäft hier betrieb.

### Seit 1990

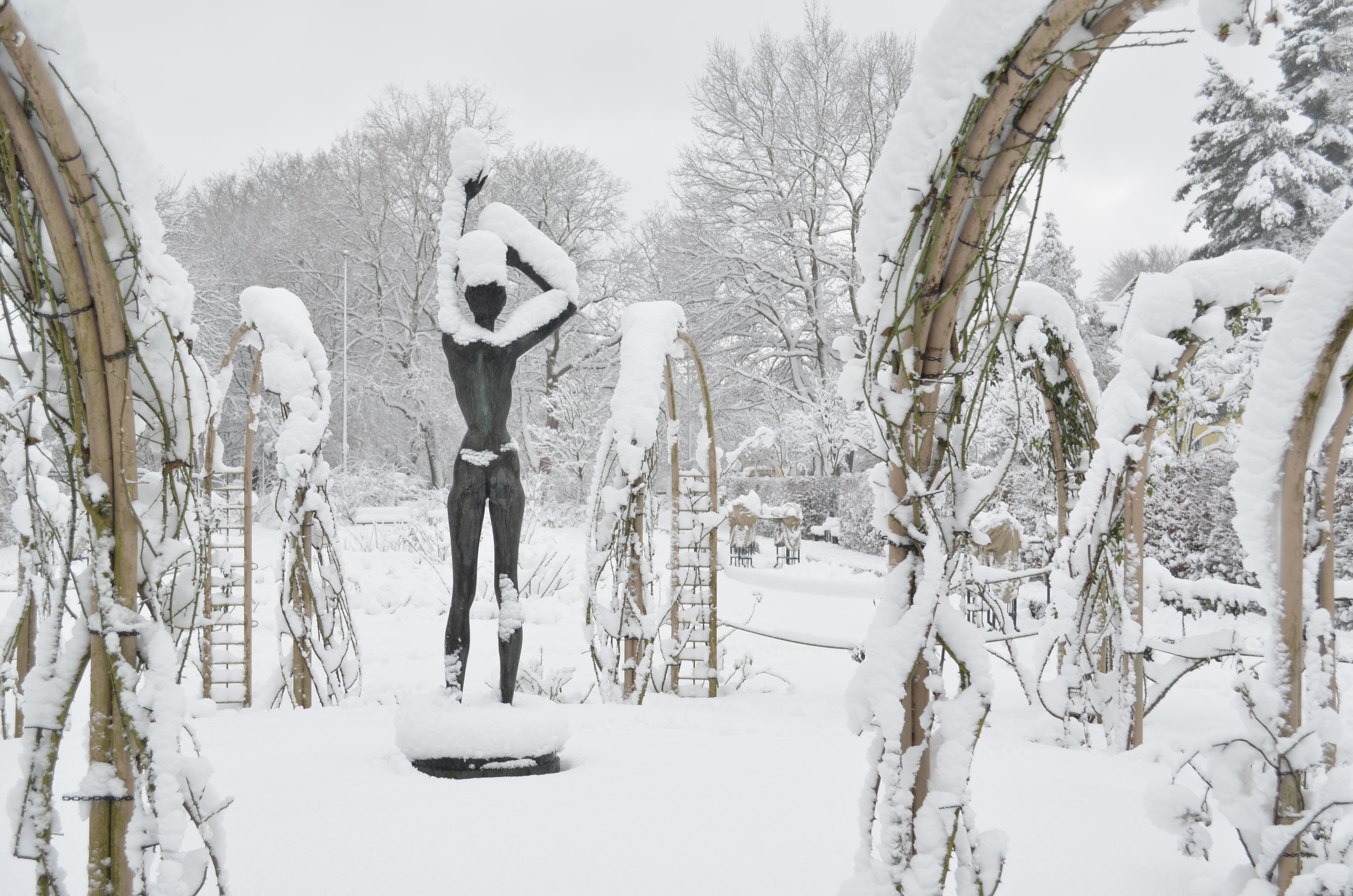
Statue im Rosengarten des Stadtparks

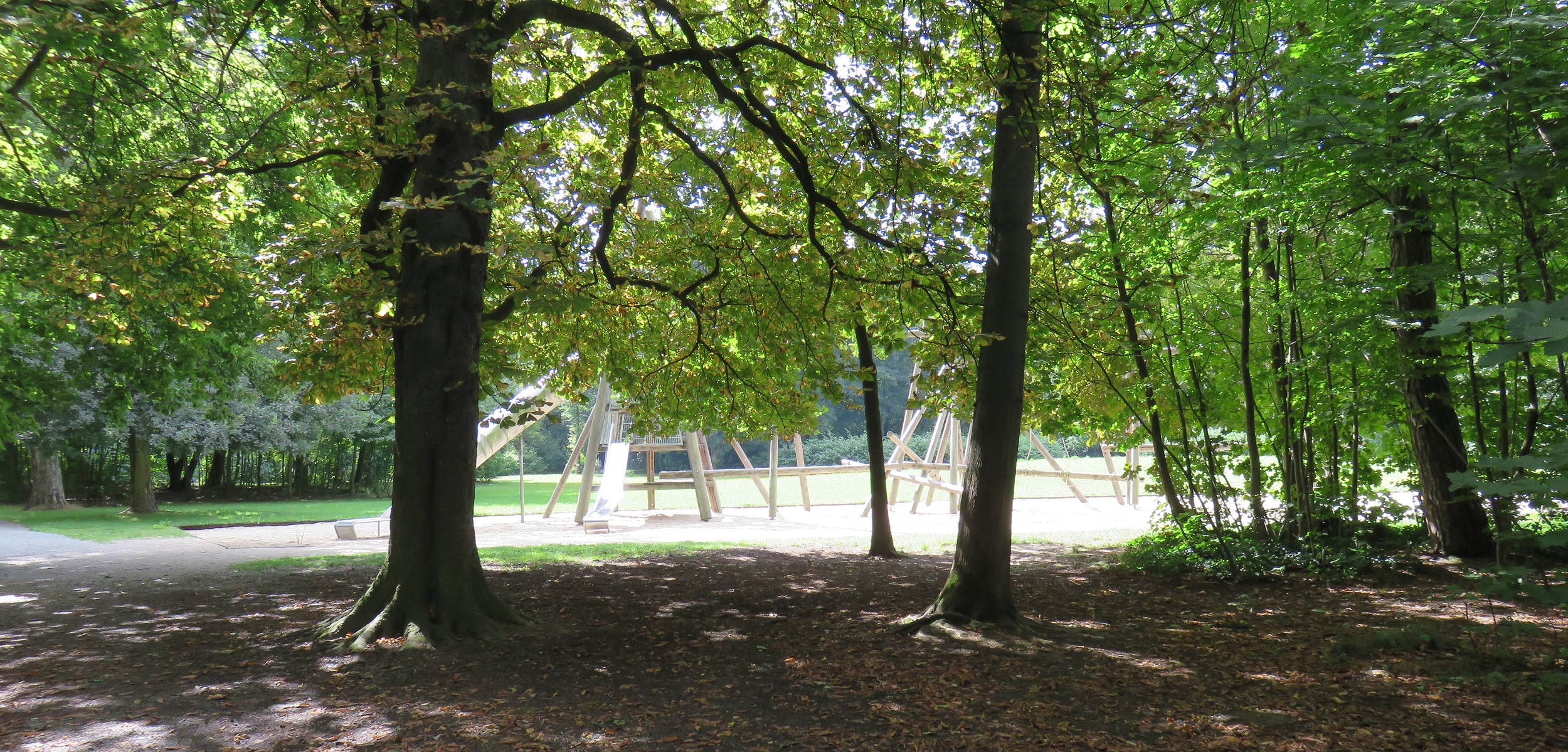
Spielplatz im Stadtpark

Ein Investor veranlasste, dass im Park an anderer Stelle wieder ein kleines Restaurant entstand, das den Namen Rosarium erhielt, weil es im ehemaligen Rosengarten liegt und ein neuer Rosengarten angelegt wurde. Das neue Parkrestaurant ist ein der Landschaft gut angepasster Flachbau (Adresse Scheffelstraße 99), der neben Räumlichkeiten für Feiern auch Sitzplätze im Freien bereithält.

## Beschreibung des Parks

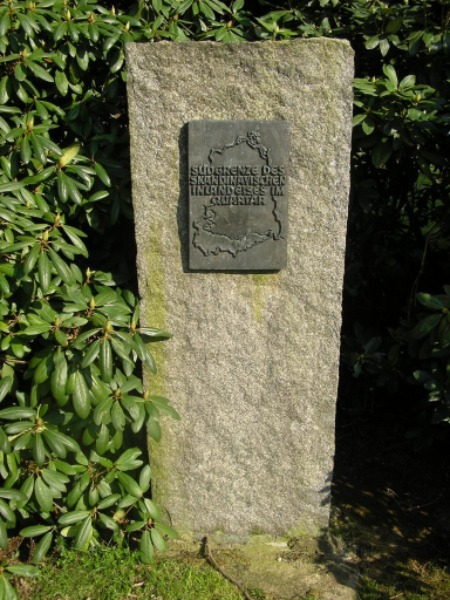
Gedenkstein über die Eiszeit im Stadtpark

Der Stadtpark in Helbersdorf hat sich, wie oben gezeigt, aus verschiedenen Bereichen entwickelt und dabei stetig vergrößert. Diese Bereiche sind erhalten und an ihrer unterschiedlichen Gestaltung erkennbar.
Von der historischen Skulptur gab es drei Abgüsse. Die erhaltenen befinden sich im Rathaus Zehlendorf (zweiter Abguss), der dritte Guss steht als Museumsexponat im Foyer der Kunstsammlungen Chemnitz. So ließ die Stadtverwaltung von Karl-Marx-Stadt (wie Chemnitz zwischen 1951 und 1990 hieß) in den 1980er Jahren im Rosengarten eine neue Bronzeplastik, geschaffen von Harald Stephan − Junge Frau − auf dem Sockel des ursprünglichen Kunstwerks aufstellen. (siehe Winterbild)
Ein Fußweg, der sich durch den Stadtpark zieht, erhielt 1917 den Namen Heinrich-Sturm-Weg und erinnert damit an den früheren Oberbürgermeister von Chemnitz Heinrich Sturm.
Aktuell (Jahr 2024) gibt es im Chemnitzer Stadtpark einen Gesundheits- und Sportbereich – das Sportcenter Feel Good, zu dem ein Hotel und ein Club gehören.
In einem Ranking der schönsten Parkanlagen Deutschlands wird der Stadtpark Chemnitz auf Platz 657 geführt.